# コスタ行橋

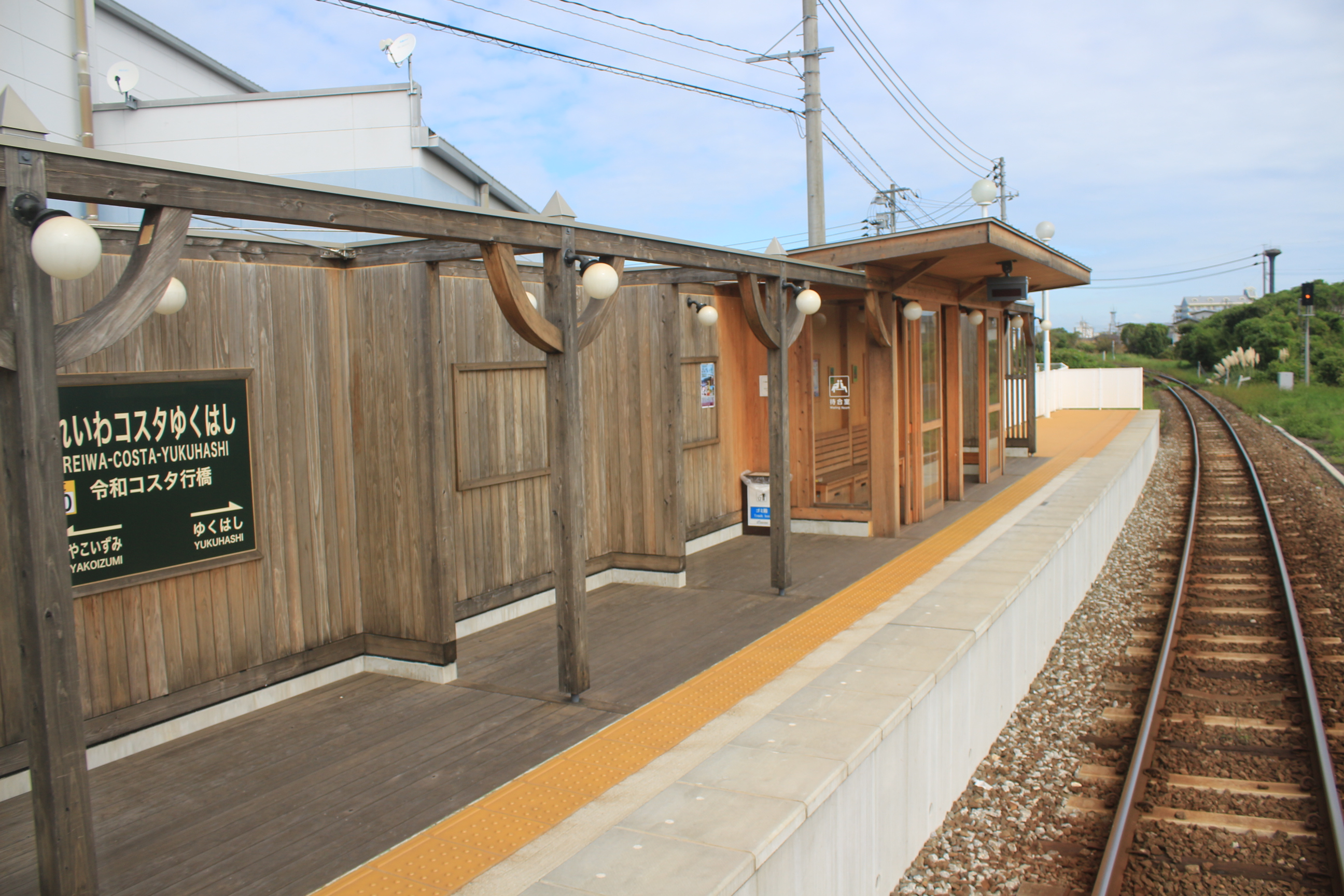
令和コスタ行橋駅（平成筑豊鉄道）

コスタ行橋（コスタゆくはし）は、福岡県行橋市にある、株式会社ハローデイが運営する屋外型ショッピングセンターである。
2006年、福岡県道34号行橋添田線沿いに開店した。施設名称の「コスタ」は、行橋市の市花である「コスモス」と「スター」からなる造語である。
その後、既存施設の向かい側（県道西側）にも株式会社ハローデイが運営する行橋西泉複合商業施設（仮称）が建設され、2015年6月19日にコスタ行橋としてオープンした。
当記事では2006年に開業した施設はCOSTA行橋として、2015年に開業した施設はコスタ行橋として表記する。
2019年8月24日に、コスタ行橋の施設横を通る平成筑豊鉄道がヤマダ電機・ヒマラヤスポーツ裏に「令和コスタ行橋駅」を開業した。

## 概要

### COSTA行橋
- 駐車場1372台[6]
- 店舗数約15店

### コスタ行橋
- 駐車場378台[7]
- 店舗数約5店

## COSTA行橋の主な店舗と営業時間
- ハローデイコスタ行橋店 9:00-22:00
- TSUTAYA行橋店　10:00-24:00
- ワンダーグー行橋店 10:00-24:00
- ヤマダデンキテックランド行橋店 10:00-21:00
- グッデイ行橋店 9:00-20:00
- 楽市楽座行橋店 10:00-24:00
- フタタ行橋店 10:30-20:00
- シューズ愛ランドコスタ行橋店 10:00-21:00
- ザ・ダイソーコスタ行橋店 10:00-20:00
- サンドラッグコスタ行橋店 9:30-21:00
- ヒマラヤ行橋店 10:00-20:00
- カレーハウスCOCO壱番屋コスタ行橋店 11:00-24:00
- 博多金龍行橋店 11:00-24:00(23:30オーダーストップ)
- 北九州銀行　平日9:00-21:00、土日祝9:00-19:00
- やよい軒コスタ行橋店　10:00-23:00

## コスタ行橋の主な店舗と営業時間
- ドン.キホーテコスタ行橋店 9:00-2:00[8]
- セカンドストリート行橋店　10:00-22:00[9]
- アベイルコスタ行橋店　平日11:00-20:00[10]
- バースデイコスタ行橋店　10:00-19:00[11]
- シャンブルコスタ行橋店　平日11:00-20:00[12]

## 交通アクセス
- 平成筑豊鉄道田川線・令和コスタ行橋駅 - 2019年8月24日開業[13][4][5]。敷地直結。
- 行橋駅西口より南へ約1km
- 福岡県道34号行橋添田線

## 周辺の店舗
- ゆめタウン行橋